# Turbessel

Localizarea Turbesselului pe harta statelor cruciate și a comitatului Edessei, la 1135.

Turbessel (în siriacă Tel Bshir, în arabă Tell Bāshir sau Tel-Basheir, în armeană Թլպաշար, transliterat Tʿlpašar, în turcă Tilbeşar sau Tilbaraș Kalesi) este o cetate și tumul originar din epoca de bronz aflat în sud-estul Turciei de azi, în apropierea satului Gündoğan, districtul Oğuzeli, provincia Gaziantep.
În timp ce situl a fost locuit încă din epoca bronzului, cetatea a câștigat importanță în timpul Imperiului Bizantin și a intrat sub controlul domnitorilor armeni locali la sfârșitul secolului al XI-lea. Balduin de Boulougne a cucerit orașul în iarna anului 1097 și ulterior a fost inclus în Comitatul de Edessa. A fost una dintre principalele cetăți ale cruciaților franci din familia Jocelyn, până la căderea Edessei sub loviturile atabegului uz Zengi în 1144. După această perioadă, orașul a devenit principalul centru a ceea ce mai rămăsese din fostul comitat, până când a fost în cele din urmă vândut împăratului Manuel I Comnenul în 1150. A căzut în mâinile musulmanilor lui Nur ad-Din în decursul anului următor.